# Клаудіо Панатта
Клаудіо Панатта (італ. Claudio Panatta; нар. 2 лютого 1960) — колишній італійський тенісист.
Найвищу одиночну позицію світового рейтингу — 46 місце досяг 18 червня 1984, парну — 45 місце — 26 вересня 1988 року.
Здобув 1 одиночний та 6 парних титулів.
Найвищим досягненням на турнірах Великого шолома було 3 коло в одиночному розряді.
Завершив кар'єру 1989 року.

## Career ATP finals

### Одиночний розряд (1–3)
| Результат | Ранг | Дата | Турнір            | Покриття | Суперник              | Рахунок       |
| --------- | ---- | ---- | ----------------- | -------- | --------------------- | ------------- |
| Поразка   | 1.   | 1982 | Каїр, Єгипет      | Ґрунт    | Бред Дрюетт           | 3–6, 3–6      |
| Перемога  | 1.   | 1985 | Барі, Італія      | Ґрунт    | Лосон Данкен          | 6–2, 1–6, 7–6 |
| Поразка   | 2.   | 1985 | Болонья, Італія   | Ґрунт    | Тьєррі Тюлан          | 2–6, 0–6      |
| Поразка   | 3.   | 1988 | Флоренція, Італія | Ґрунт    | Массіміліано Нардуччі | 6–3, 1–6, 1–6 |

### Парний розряд (6–6)
| Результат | Ранг | Дата | Турнір             | Покриття | Партнер             | Суперники                           | Рахунок       |
| --------- | ---- | ---- | ------------------ | -------- | ------------------- | ----------------------------------- | ------------- |
| Перемога  | 1.   | 1985 | Ніцца, Франція     | Ґрунт    | Павел Сложил        | Луї Курто Гі Форже                  | 3–6, 6–3, 8–6 |
| Перемога  | 2.   | 1985 | Барі, Італія       | Ґрунт    | Алехандро Гансабаль | Марсел Фріман Лорі Вордер           | 6–4, 6–2      |
| Поразка   | 1.   | 1985 | Кіцбюель, Австрія  | Ґрунт    | Паоло Кане          | Серхіо Касаль Еміліо Санчес Вікаріо | 3–6, 6–3, 2–6 |
| Поразка   | 2.   | 1986 | Болонья, Італія    | Ґрунт    | Блейн Вілленборг    | Паоло Кане Сімоне Коломбо           | 1–6, 2–6      |
| Поразка   | 3.   | 1986 | Афіни, Греція      | Ґрунт    | Карлос Ді Лаура     | Лібор Пімек Блейн Вілленборг        | 7–5, 4–6, 2–6 |
| Поразка   | 4.   | 1986 | Барселона, Іспанія | Ґрунт    | Карлос Ді Лаура     | Ян Гуннарссон Йоакім Нюстром        | 3–6, 4–6      |
| Поразка   | 5.   | 1987 | Болонья, Італія    | Ґрунт    | Блейн Вілленборг    | Серхіо Касаль Еміліо Санчес Вікаріо | 3–6, 2–6      |
| Перемога  | 3.   | 1987 | Палермо, Італія    | Ґрунт    | Леонардо Лаваль     | Петр Корда Томаш Шмід               | 3–6, 6–4, 6–4 |
| Перемога  | 4.   | 1988 | Бордо, Франція     | Ґрунт    | Йоакім Нюстром      | Крістіан Мініуссі Дієго Наргісо     | 6–1, 6–4      |
| Поразка   | 6.   | 1988 | Кіцбюель, Австрія  | Ґрунт    | Йоакім Нюстром      | Серхіо Касаль Еміліо Санчес Вікаріо | 4–6, 6–7      |
| Перемога  | 5.   | 1988 | Барі, Італія       | Ґрунт    | Томас Мустер        | Франческо Канчелотті Сімоне Коломбо | 6–3, 6–1      |
| Перемога  | 6.   | 1989 | Афіни, Греція      | Ґрунт    | Томаш Шмід          | Густаво Джуссані Херардо Мірад      | 6–3, 6–2      |